# Mayenne (departement)
 Mayenne  je francouzský departement ležící v regionu Pays de la Loire. Název pochází od řeky Mayenne. Hlavní město je Laval.

## Geografie
Tento departement sousedí s departementy Manche, Orne, Sarthe, Maine-et-Loire a Ille-et-Vilaine.

## Administrativní rozdělení
| Arrondissement  | Počet obyvatel (1999) | Rozloha (km²) | Hustota zalidnění | Počet kantonů | Počet obcí |
| --------------- | --------------------- | ------------- | ----------------- | ------------- | ---------- |
| Château-Gontier | 58.152                | 1270          | 46                | 7             | 71         |
| Laval           | 140.207               | 1812          | 77                | 13            | 88         |
| Mayenne         | 86.979                | 2094          | 42                | 12            | 102        |